# Laurent Bonnevay - Astroballe (métro de Lyon)
Laurent Bonnevay - Astroballe est une station de métro française de la ligne A du métro de Lyon, située Cours Émile-Zola immédiatement à l'est du boulevard périphérique de Lyon, dans le quartier Cusset-Bonnevay à Villeurbanne.
Elle est mise en service en 1978, lors de l'ouverture à l'exploitation de la ligne A.

## Situation ferroviaire
La station Laurent Bonnevay - Astroballe est située sur la ligne A du métro de Lyon, entre les stations Cusset et Vaulx-en-Velin - La Soie.

## Histoire

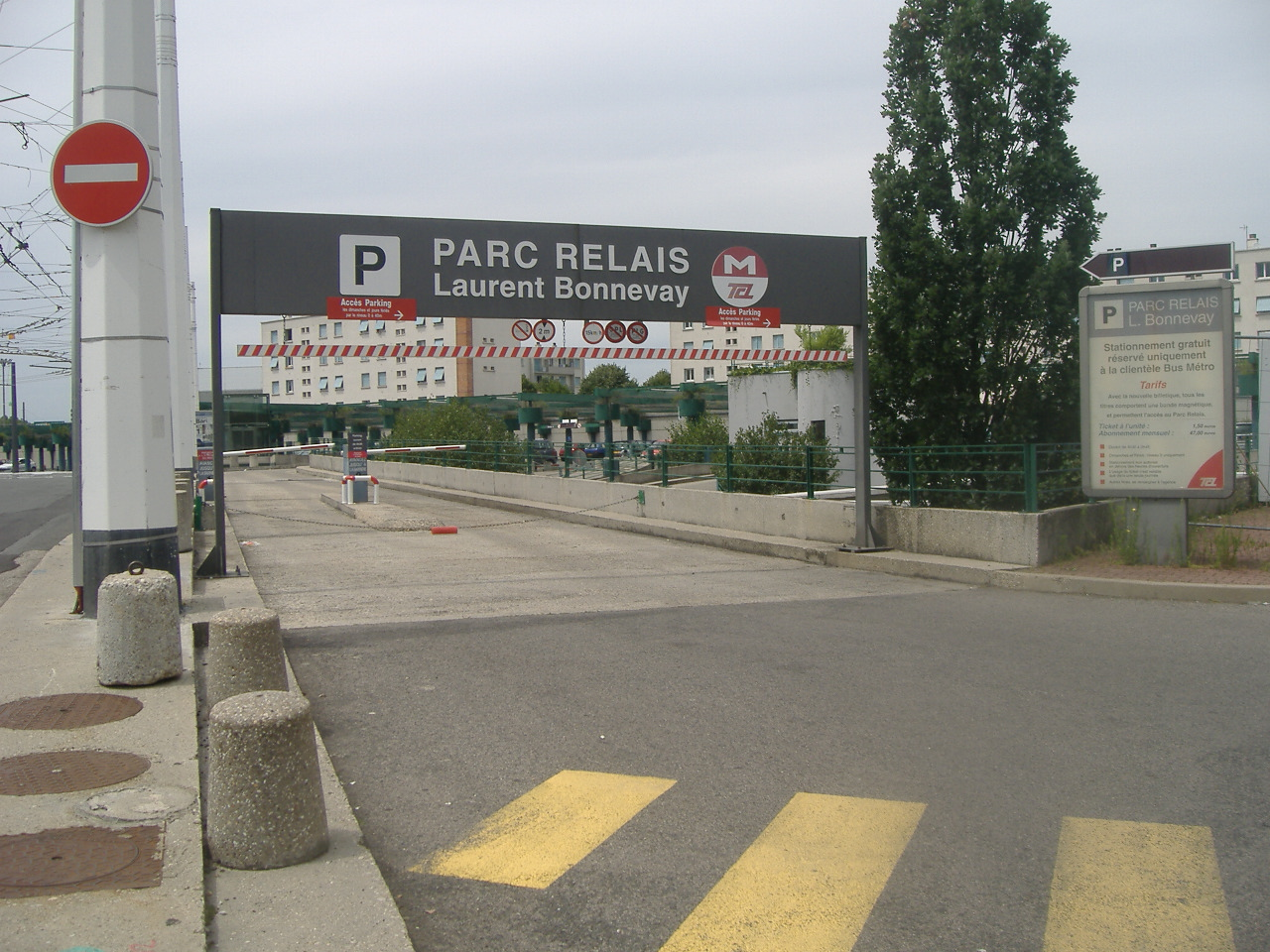
Le parc relais.

La station « Laurent Bonnevay » est mise en service le 2 mai 1978, lors de l'ouverture officielle de l'exploitation de la ligne A du métro de Lyon de la station Perrache jusqu'à celle-ci,. Elle en est restée le terminus jusqu'à l'ouverture du prolongement à Vaulx-en-Velin - La Soie le 2 octobre 2007.
Elle est construite dans un caisson surmontée d'une dalle piétonne se prolongeant à l'ouest sur le pont couvert permettant au métro de passer au-dessus du périphérique, en raison de la complexité du réseau routier la station se trouvant intégré à la porte de Cusset du périphérique, elle est édifiée suivant le plan général type de cette première ligne, deux voies encadrées par deux quais latéraux de 70 mètres de longueur et larges de 3 mètres chacun. Elle intègre une gare routière et un parc relais et porte le nom de Laurent Bonnevay, homme politique de la Troisième République, qui fit partie des 80 parlementaires qui refusèrent en 1940 de voter les pleins pouvoirs au Maréchal Pétain.
Il n'y a pas de personnel, des automates permettent l'achat et d'autres le compostage des billets. Elle est équipée d'ascenseurs pour les personnes à mobilité réduite et depuis le 9 mai 2005, de portillons d'accès. 
En prélude du prolongement à La Soie, la station est redécorée en 2007 sur le thème du sport avec une trame géométrique et certains panneaux peuvent être assimilés à des moucharabiehs.
Le 31 août 2019, un homme attaque des passants à l'arrêt du bus 57, faisant 1 mort et 8 blessés.

## Service des voyageurs

### Accueil
La station compte deux accès, un par sens de part et d'autre de la dalle piétonne surmontant la station, au nord en direction de Vaulx-en-Velin - La Soie et donnant sur la passerelle permettant de rejoindre la gare routière et au sud en direction de Perrache débouchant sur le dépose minute ; les deux accès permettent de rejoindre directement la dalle piétonne. Elle dispose de distributeur automatique de titres de transport et de valideurs couplés avec les portillons d'accès.

### Desserte
Laurent Bonnevay - Astroballe est desservie par toutes les circulations de la ligne.

### Intermodalité

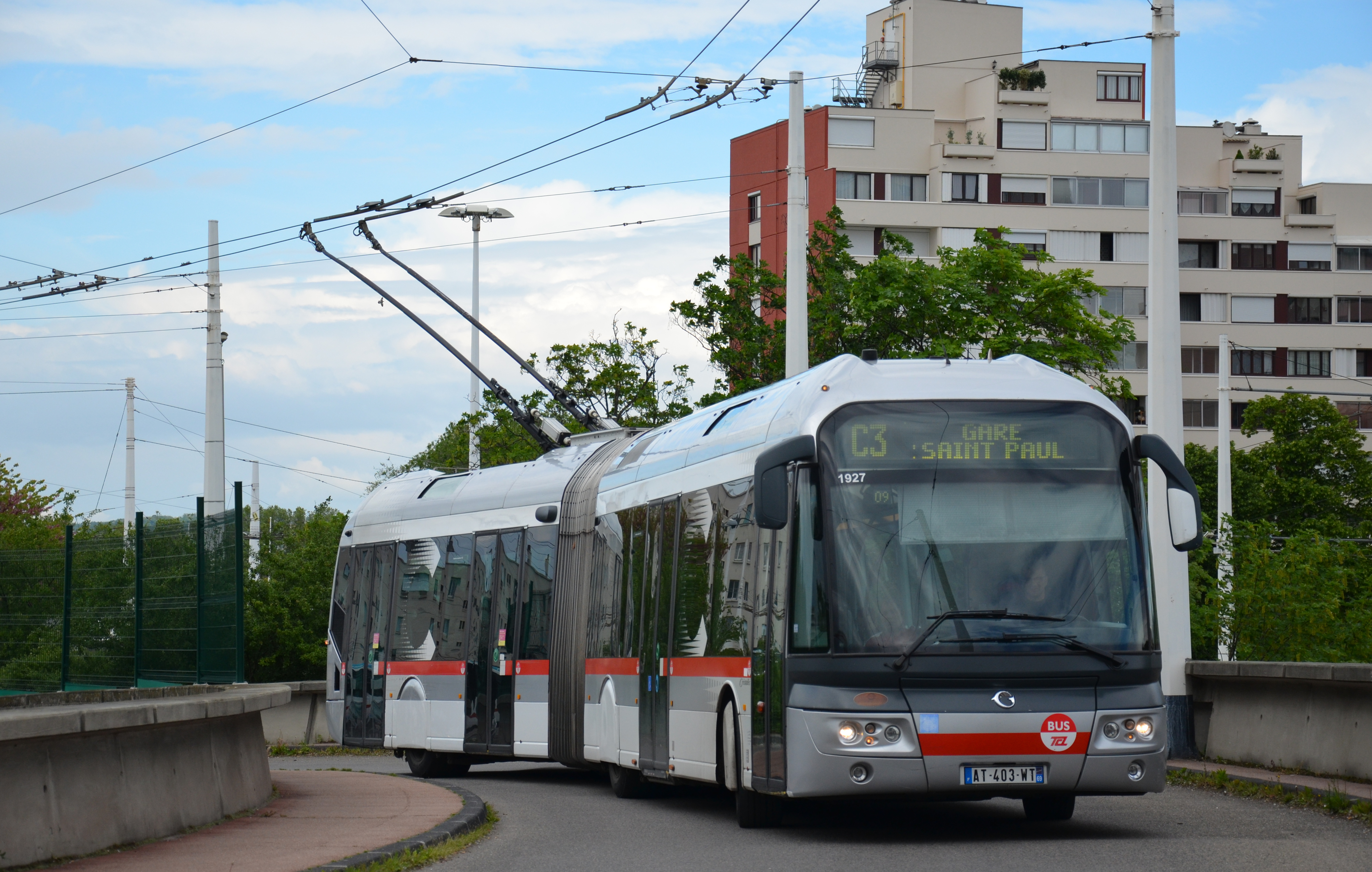
La ligne majeure C3 est en correspondance avec la ligne A du métro.

Laurent Bonnevay - Astroballe est un pôle de correspondances majeur du réseau Transports en commun lyonnais (TCL). Les arrêts de bus sont regroupés dans la gare routière (dite « GRB » dans le jargon TCL) située au nord de la station et accessible via une passerelle piétonne enjambant une bretelle d'accès du périphérique. Au sud de la gare routière se trouve un bâtiment accueillant des commerces et ayant accueilli par le passé une agence commerciale TCL, fermée en 2014 et remplacée par celle de la station Vaulx-en-Velin - La Soie.
Elle est desservie par les lignes de trolleybus C3 et C11 et par les lignes de bus C8, C15, C17, 7, 57, 67 et la ligne saisonnière 83.
Outre les rues et places avoisinantes, elle permet de rejoindre à pied différents sites, notamment : l'Astroballe, la salle de l'ASVEL basket donnant son nom à la station, le stade Georges-Lyvet de l'ASVEL rugby, le centre nautique Étienne-Gagnaire et le cimetière de Cusset.
Les plans d'origine de la station prévoyaient de construire la gare routière au sud au-dessus périphérique mais, jugée trop chère, elle est finalement implantée à son emplacement actuel.